# Stanwix Peak
Der Stanwix Peak ist ein 2242 m hoher und markanter Berg im ostantarktischen Viktorialand. In den Bowers Mountains überragt er die Südflanke des Kopfendes des Astapenko-Gletschers.
Der Berg diente als Fixpunkt für Vermessungsarbeiten, die 1962 im Rahmen der Australian National Antarctic Research Expeditions durchgeführt wurden. Teilnehmer dieser Forschungsreise benannten ihn nach ihrem Hubschrauberpiloten John Stanwix.